# Врана бис (ваздухопловна једрилица)
Врона (пољ. Wrona) у преводу врана је једноседи клизач (ваздухопловна једрилица) направљена 1932. године од дрвета и платна, намењена почетној обуци и тренажи једриличара.

## Пројектовање и развој
Школску једрилицу-клизач "Врона" пројектовао је инж. Антони Коцјан 1931. године. Током 1932. направљен је прототип који је први пут полетео у пролеће 1932. године Прототип је направљен у Warsztatach Szybowcowych из Варшаве. Тестирање прототипа је било веома успешно и ускоро је почела њена серијска производња. Врона је брзо нашла примену у скоро свим школама летења у Пољској.
Уочени недостаци при коришћењу клизача Врона отклоњени су 1934. године када је завршен пројект Врона бис. У односу на претходницу, повећан је размах крила, ојачана структура и као последица тога дошло је до повећања сопствене тежине једрилице. Остале карактеристике су остале или не промењене или незнатно промењене.

### Технички опис
Врона је клизач састављена од крила, решеткастог трупа и репа. Крило је постављено на горној ивици трупа тако да је ова летелица класификована као висококрилни моноплан. На почетку трупа, (решеткаста конструкције чије су носеће греде кутије а упорнице између њих од пуног материјала) се налази седиште пилота а на крају вертикални стабилизатор репа. Пилот нема кабину него седи на отвореном. На горњој греди трупа су причвршћени крило и хоризонтални стабилизатор а за доњу греду је причвршћен клизач у облику греде од пуног дрвета. Сви елементи клизача су додатно везани и учвршћени (затегнути) челичним жицама-затезачима.
Крило је правоугаоног облика и има класичну дрвену конструкцију са две рамењаче. Предња ивица крила је направљена у облику дрвене кутије обложене шпером (дрвеном лепенком) а остали део крила је обложен импрегнираним платном. Крило је са доње стране ослоњено на труп са по два пара косих упорница. Управљачки механизам летелице је челичним сајлама повезен са извршним органима кормилима и крилцима.

### Варијанте једрилица
- Врона - Оригинални пројект из 1932. године.
- Врона бис - Модификовани пројект из 1934. године.

Као куриозитет се наводи да је у јуну 1933. године, општински центар за једрењаке у Варшави додао кабину од шперплоче једној Врони да би изгледала као авион. Употребљена је 1933. године током експерименталног курса на аеродрому Мокотов, користећи за старт аутомобилску вучу.

## Карактеристике
Карактеристике наведене овде се односе на клизач Врону а према изворима
| Карактеристике | Врона | Врона бис |
| -------------- | --- | --- |
| Финеса         | 1 : 11 при брзини 50 km/h | 1 : 11 при брзини 50 km/h |
| Перформансе    | - максимална брзина 70 km/h - минимална брзина 45 km/h - макс. брзина аеро вуче km/h - макс. брзина витла km/h - минимално пропадање 1,2 m/s при брзини 48 km/h | - максимална брзина 70 km/h - минимална брзина 45 km/h - макс. брзина аеро вуче km/h - макс. брзина витла km/h - минимално пропадање 1,2 m/s при брзини 48 km/h |
| Димензије      | - размах крила 8,80m - дужина 5,6m - висина 1,9m - површина крила 13,20m² - аеропрофил крила - виткост 5,8 - макс. оптеречење крила; 10,83 kg/m²                | - размах крила 9,31m - дужина 5,6m - висина 1,9m - површина крила 13,90m² - аеропрофил крила - виткост 6,3 - макс. оптеречење крила; 10,8 kg/m²                 |
| Маса           | - сопствена 68 kg - носивост 75 kg - полетна 143 kg - водени баланс; нема                                                                                       | - сопствена 75 kg - носивост 75 kg - полетна 150 kg - водени баланс; нема                                                                                       |

## Оперативно коришћење
Једрилице клизачи су биле веома једноставне за коришћење, лаке за производњу и одржавање па када се на то дода ниска цена, није чудо што је ова једрилица била веома распрострањена по целој Европи у периоду 30.тих година двадесетог века. Као погон за њу је употребљавана праћка а коришћена је за почетну обуку једриличара. Врона се у Пољској индусријски производила у неколико фабрика. До 1939. године у Пољској је летело око 400 ових једрилица. Осим Пољске Врона се производила на основу лиценцног права још у: Бугарској, Естонији, Финској, Југославији и Палестини. Поред тога техничка документација се под врло повољним условима нудила за самоградњу, цена цртежа је износила 50 злота а лиценца за сваки произведени примерак износио је 20 злота. У току напада Немачке на Пољску уништен је највећи број ових једрилица. Оне које је заробила немачка војска у Кампу за обуку војних пилота, Немци су продали својим савезницима Словацима.
Један сачувани примерак је након рата предат Институту за једриличарство у коме је обновљен и служио је за паралелно испитивање са другим једрилицама. Коришћен је до 1947. године када је предат Музеју пољског ваздухопловства на даље чување.
У Југославији су се клизачи Цеглинг користили од 1928. године када је у Спортском друштву Икарус из Земуна почело да се развија спортско једриличарство. Клизаче су у Југославији поред Икаруса углавном правили сами аеро клубови као самоградњу.
У другој половини 30.-тих година осећала се потреба да се дотрајали клизачи замене новим, стога је УТВА откупила цртеже и лиценцу за производњу једне једрилице Врона. Циљ ове активности је био да се домаћи конструктори упознају и са овом конструкцијом која је била запажена међу стручњацима тога доба. Напомиње се да је у то време Утвин инж. Шоштарић радио на пројекту једног клизача који је касније добио има "Врабац". Једну једрилицу Врона су ученици Треће мушке гимназије купили за школу једрења на Златибору. Непознато је колико је ових једрилица направљено кроз самоградњу што је у то време било јако распрострањено.

## Сачувани примерци
У Пољској је рат преживела само једана Врона-бис, која је саграђена у Краковској војној фабрици. Након рата је обновљена у Институту за једрење у Биелско-Биаłа, а затим је коришћена за летачке тестове. Тренутно, са регистрацијским бројем SP-127, je изложена у Пољском музеју ваздухопловства u Кракову. Још једна Врона која је направљена у Палестини сада је изложена у Војном музеју у Израелу.

## Земље које су користиле ову једрилицу
- Пољска
- Естонија
- Финска
- Бугарска
- Палестина
- Краљевина Југославија
- Трећи рајх
- Словачка
- САД